# 3sat
3sat (en alemán: Drei sat) es un canal de televisión pública de Europa Central. Emite en idioma alemán y tiene una vocación cultural.

## Historia
3sat nació en 1984 dentro de un acuerdo de colaboración entre 3 entes en alemán, Zweites Deutsches Fernsehen (ZDF) (Alemania), Österreichischer Rundfunk (ORF) (Austria) y Schweizer Fernsehen (Suiza) con la intención de crear un canal cultural de habla germana y de importancia en Europa Central. El nuevo canal emplearía el sistema de cable y satélite para difundir su señal. Este canal se basaba en el francófono TV5 Monde, que comenzó a operar meses antes. El 1 de diciembre de ese mismo año, 3sat comenzaría sus emisiones.
En 1990 la Deutscher Fernsehfunk de Alemania Oriental comenzó a colaborar con las 3 cadenas de 3sat tras la caída del Muro de Berlín, y se incorporó al grupo. Sin embargo, lo abandonó tras su desaparición el 31 de diciembre de 1991.
El 1 de diciembre de 1993 la ARD se incorpora al grupo como miembro cooperante. Este ente público, que en 1986 decidió abrir su propio canal cultural Eins Plus, decidió detener el proyecto para incorporarse finalmente a 3sat. Actualmente 3sat emite las 24 horas del día.

## Miembros de 3sat

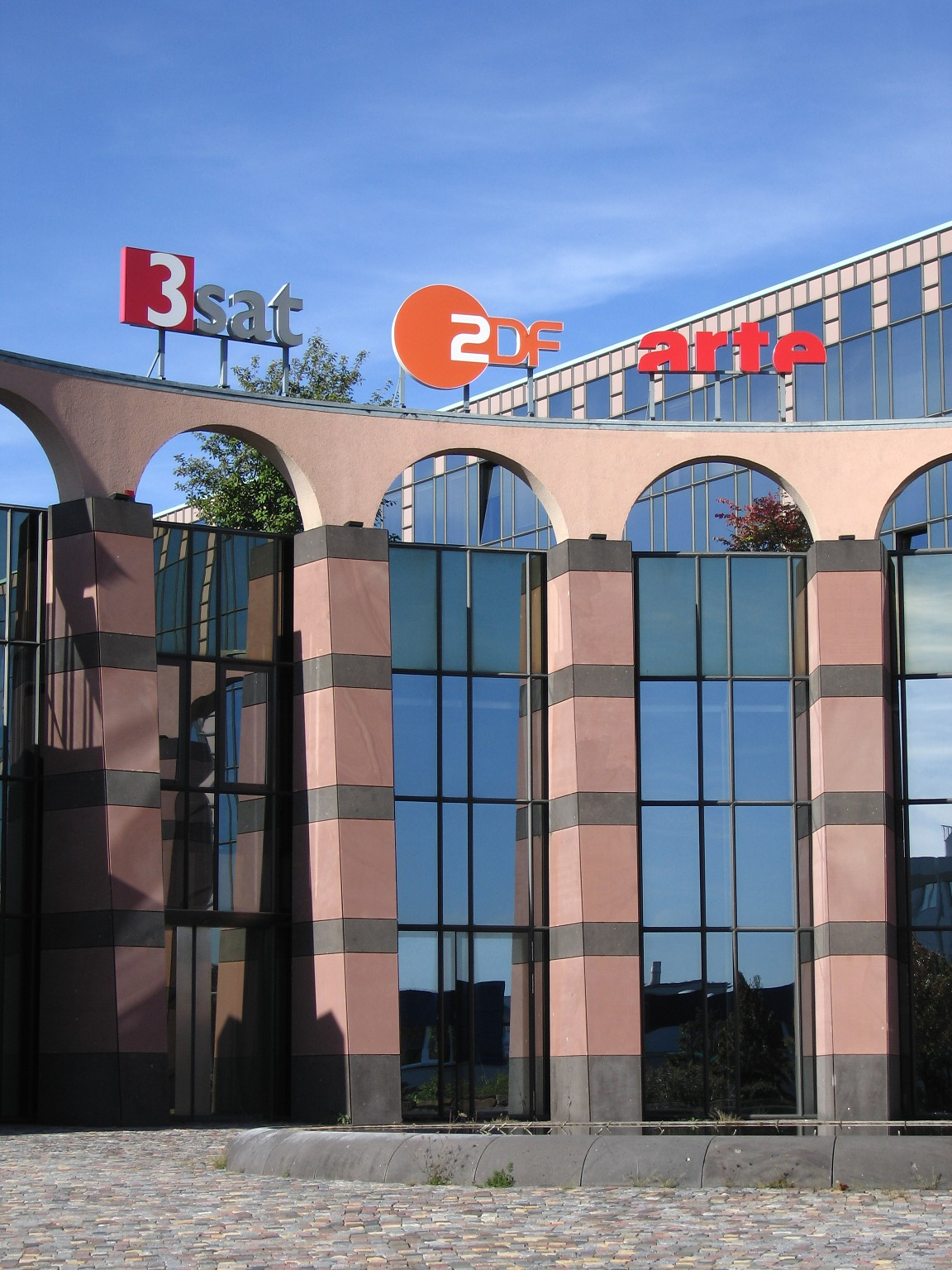
Sede de 3sat en Maguncia.

El nombre del canal se basa en los 3 países que la componen; Alemania, Austria y Suiza. La cadena se nutre de la programación y producción propia de 4 cadenas de televisión, que cooperan entre ellas para dirigir los contenidos y programas de 3sat.
- Alemania: ZDF (1984), ARD (1993)
- Austria: Österreichischer Rundfunk (1984)
- Suiza: Schweizer Radio und Fernsehen (1984)

El liderazgo de la cadena lo ostenta ZDF, pero las decisiones de programación y aporte de contenidos se realizan con base en un consenso entre las 4 emisoras. La cooperación se divide de la siguiente manera: ZDF con un 32,5%, ARD con un 32,5%, ORF con un 25% y SRF con un 10%. La sede del canal se encuentra en Maguncia, Alemania.

## Identidad Visual

1984-1993
1993-2003
2003-2019
2012-2019 (Señal HD)
Desde 2019